# Mohammad Naghusi
Mohammad Aziz Naghusi (pers. محمد ناقوسی; ur. 6 września 2001) – irański zapaśnik walczący w stylu klasycznym. 
Złoty medalista mistrzostw Azji w 2025. 
Mistrz świata U-23 w 2024. Mistrz świata juniorów w 2019 i trzeci w 2021. Trzeci na MŚ kadetów w 2018 roku. 